# Ulrike Laar
Ulrike Charlotte Auguste Laar (* 10. August 1824 in Breslau; † 28. Oktober 1881 in Berlin) war eine deutsche Genre- und Porträtmalerin. Ihr Pseudonym lautete L. Kleri.

## Leben
Ulrike Laar war die Tochter eines Regierungsrates und seiner Frau, einer geborenen Köpke. Der Vater verstarb früh und ihre Mutter ging mit ihr nach Berlin. Ihre erste Ausbildung im Zeichnen erhielt sie von J. Francke. Später wurde sie von August Remy (1800–1872) unterrichtet. 1886 ließ sie sich von Gustav Gräf unterrichten. Auf Reisen durch Deutschland und Italien besuchte sie die meisten Kunstgalerien.
1854 unterstützte sie die Opfer der großen Überschwemmung in Schlesien durch die Versteigerung eines ihrer Bilder. Sie war Mitglied des Lette-Vereins und des Vereins der Berliner Künstlerinnen. Unter dem Namen L. Kleri veröffentlichte sie 1869 das Buch Berliner Kirchhöfe mit zahlreichen Kurzbiografien über die Berliner Künstler von Friedrich Christian Accum bis Carl Friedrich Zelter.
Ulrike Laar wohnte zuletzt in der Lützowstraße 7 im III. Stock. Sie starb unverheiratet.

## Ausstellungen (Auswahl)
- Aufermann’sche Galerie, New York 1861[8]
- Internationale Kunstausstellung München 1869[9]
- Weltausstellung in Wien 1873[10]
- Akademische Kunstausstellung in Berlin 1873.[11]
- Ausstellung der Königlichen Akademie der Künste Berlin 1880[12]

## Werke (Auswahl)
- Die Botschaft (1868)
- Die Zigeunerin (1868)[13]
- Der Page (1869)
- Eingeregnet (1873, Ölgemälde)[14]
- Enrico (1873)
- Neue Heimat (1873)
- Porträt des Musikdirektors Eduard Grell (1874) [15]
- Väterchen und Mütterchen (Ölgemälde)
- Sei mir wieder gut!